# Фелшов
Фелшов (њем. Völschow) општина је у њемачкој савезној држави Мекленбург-Западна Померанија. Једно је од 69 општинских средишта округа Демин. Према процјени из 2010. у општини је живјело 541 становника. Посједује регионалну шифру (AGS) 13052083.

## Географски и демографски подаци
Фелшов се налази у савезној држави Мекленбург-Западна Померанија у округу Демин. Општина се налази на надморској висини од 12 метара. Површина општине износи 21,7 km². У самом мјесту је, према процјени из 2010. године, живјело 541 становника. Просјечна густина становништва износи 25 становника/km².